# Paul Holzworth Strohm
Paul Holzworth Strohm (* 30. Juli 1938 in Chicago) ist US-amerikanischer Sprachwissenschaftler.

## Leben
Er erhielt 1960 einen Bachelor of Arts vom Amherst College, 1962 einen Master of Arts an der University of California, Berkeley und 1965 einen Doktor der Philosophie ebenda. 1999 erwarb Strohm einen Master of Arts von der Oxford University. Von 1973 bis 1998 lehrte er als Professor an der Indiana University Bloomington. Von 1998 bis 2003 war er J. R. R. Tolkien Professor of English Literature and Language an der University of Oxford. Von 2003 bis 2010 war er Anna Garbedian Professor of the Humanities an der Columbia University.
Sein Hauptinteresse gilt der mittelalterlichen Literatur mit einem Schwerpunkt auf Übergängen von mittelalterlich zu frühneuzeitlich.

## Schriften (Auswahl)
- Social Chaucer. Harvard University Press, Cambridge MA u. a. 1989, ISBN 0-674-81198-4.
- Hochon’s arrow. The social imagination of fourteenth-century texts. Princeton University Press, Princeton NJ 1992, ISBN 0-691-06880-1.
- England’s empty throne. Usurpation and the language of legitimation, 1399–1422. Yale University Press, New Haven CT u. a. 1998, ISBN 0-300-07544-8.
- Theory and the premodern text (= Medieval cultures. 26). University of Minnesota Press, Minneapolis MN u. a. 2000, ISBN 0-8166-3774-1.
- Politique. Languages of statecraft between Chaucer and Shakespeare. University of Notre Dame Press, Notre Dame IN 2005, ISBN 0-268-04113-X.
- Chaucer’s Tale. 1386 and the Road to Canterbury. Viking, New York NY u. a. 2014, ISBN 978-0-670-02643-2.